# 中華民國—孟加拉國關係
中華民國與孟加拉人民共和國無正式外交關係，但中華民國曾於孟加拉首都達卡設立具大使館功能的代表機構，後於2009年關閉，目前對孟加拉的相關事務由駐印度台北經濟文化中心、駐泰國台北經濟文化辦事處共同管轄。中華民國對外貿易發展協會於孟加拉設立達卡臺灣貿易中心。

## 政治

### 外交

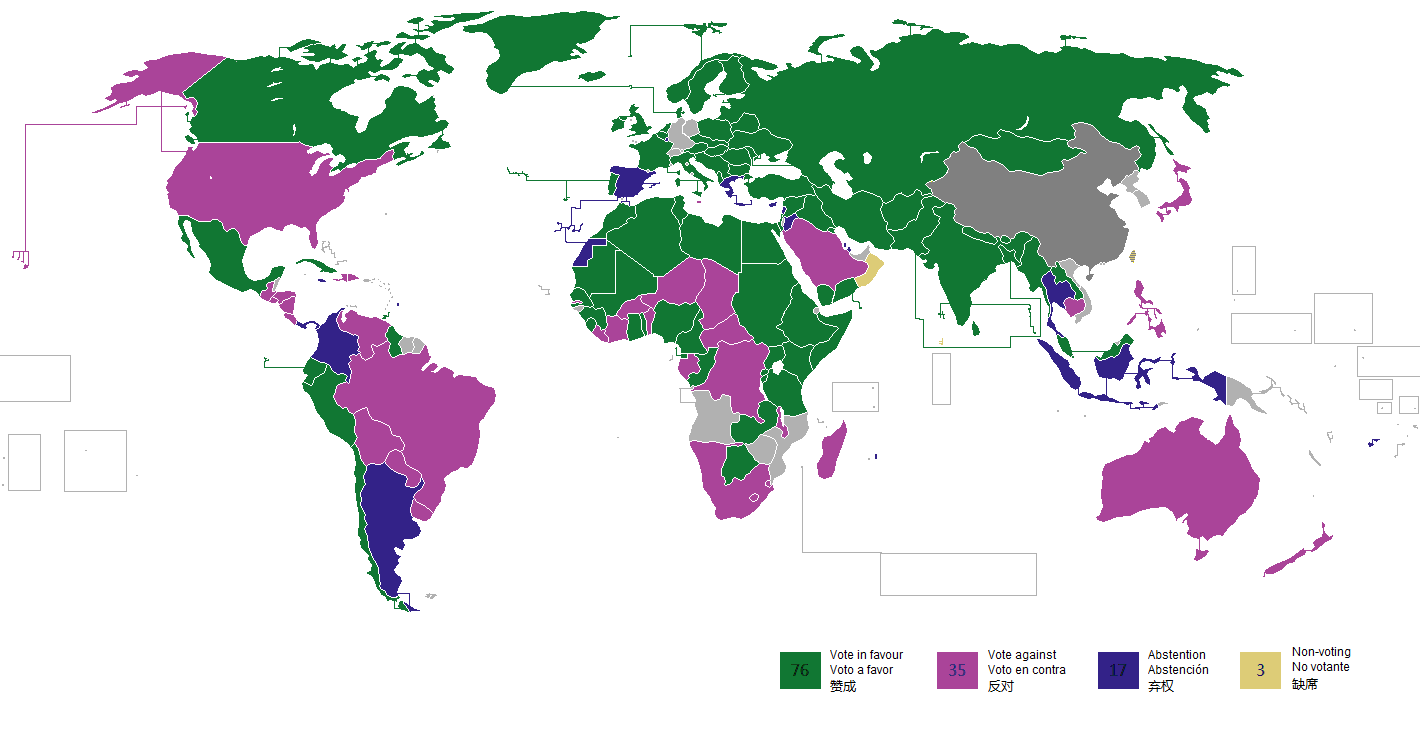
綠色國家表示在1971年的投票中反對中華民國續留聯合國，即《聯合國大會2758號決議》，孟加拉國當時是巴基斯坦的一省（東巴基斯坦），由巴基斯坦作為主權國家參與投票。

2001年5月，孟加拉國與其他9個國家在世界衛生大會的總務委員會中，發言反對中華民國（台灣）以觀察員身分參與世界衛生大會。
2004年3月1日，中華民國政府在孟加拉國首都達卡設立具大使館功能的駐孟加拉代表處，但因孟加拉媒體報導該國外交部長堅持「一個中國」政策及否認台灣在達卡設立官方機構之談話；以及中華人民共和國駐孟加拉大使曾警告稱，台灣於達卡設處將危及兩國雙邊關係，盼孟加拉國政府立即關閉台灣駐處，以符合「一個中國」之主張。造成駐孟加拉國代表處沒有實際運作性質，在經過中華民國外交部評估後，於2009年6月30日決定裁撤。
2020年5月5日，對於2019冠状病毒病疫情在全球擴散，中華航空派專機前往印度德里接載旅居印度、孟加拉國共114名台灣人，以及在台灣工作的15名外籍人士返台。中華民國外交部感謝印度、孟加拉國政府與相關單位的協助。

#### 中華民國駐孟加拉國代表（2003－2009年）
| 姓名   | 任命 | 到任           | 免職 | 離任          | 外交衔级 | 外交職務 | 備註 |
| ------ | ---- | -------------- | ---- | ------------- | -------- | -------- | ---- |
| 陳文煙 |      | 2003年12月30日 |      | 2009年6月30日 | 代表     | 代表     |      |

#### 人員互訪（2004年至今）
中華民國：行政院勞工委員會主委、副主委、經濟部次長、經濟部國際貿易局副局長。
孟加拉國：投資署主席、加工出口區管理局主席、紡織廠協會會長、人民醫院創辦人、國會議員。

## 經濟

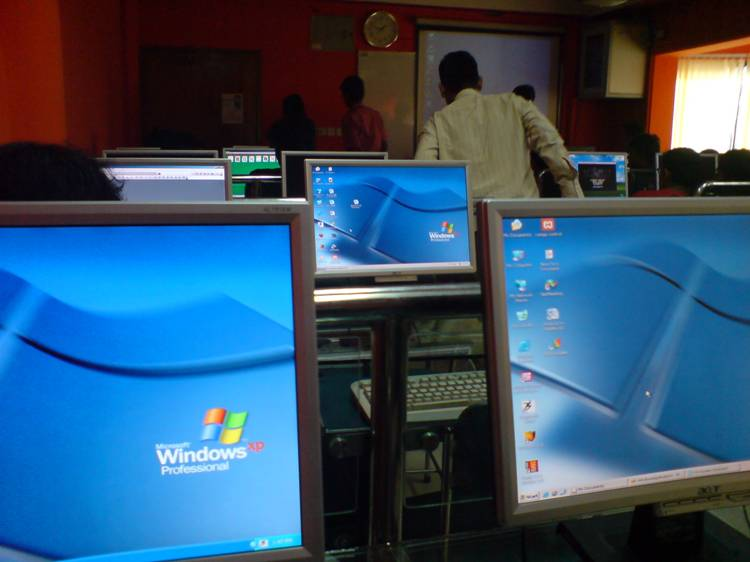
孟加拉美國大學中使用臺灣廠商宏碁的電腦螢幕。

### 背景
因為孟加拉與中華人民共和國的政經關係與該國民情等因素，孟加拉政府、民間企業、協會在與中華民國的經貿交流上，對於「非關利益」之事，多採取「不接觸、不主動、不回應」的作法。
中華民國對孟加拉享有大額順差，因此孟加拉政府希望臺商前往合資與投資，同時希望增加對其採購。被該國商務人士視為障礙的赴臺簽證問題，近年也透過電子簽證的安排，便利性增加。

### 貿易
中華民國對外貿易發展協會（外貿協會）於孟加拉首都達卡設立臺灣貿易中心。
| 年分 | 貿易總額      | 貿易總額 | 貿易總額 | 出口至孟加拉  | 出口至孟加拉 | 出口至孟加拉 | 自孟加拉進口 | 自孟加拉進口 | 自孟加拉進口 | 順逆差 |
| 年分 | 金額          | 年增減   | 排名     | 金額          | 年增減       | 排名         | 金額         | 年增減       | 排名         | 順逆差 |
| ---- | ------------- | -------- | -------- | ------------- | ------------ | ------------ | ------------ | ------------ | ------------ | ------ |
| 2017 | 1,079,386,840 | ▲7.4%    | 41       | 995,315,429   | ▲8.2%        | 28           | 84,071,411   | ▼1.3%        | 69           | 順差▲  |
| 2018 | 1,230,318,784 | ▲14.0%   | 40       | 1,140,972,489 | ▲14.6%       | 26           | 89,346,295   | ▲6.3%        | 71           | 順差▲  |
| 2019 | 1,264,290,233 | ▲2.8%    | 37       | 1,167,779,958 | ▲2.4%        | 25           | 96,510,275   | ▲8.0%        | 65           | 順差▲  |
| 2020 | 939,594,138   | ▼25.7%   | 40       | 842,787,030   | ▼27.8%       | 30           | 96,807,108   | ▲0.3%        | 66           | 順差▼  |
| 2021 | 1,334,233,340 | ▲42.0%   | 41       | 1,220,718,488 | ▲44.8%       | 28           | 113,514,852  | ▲17.3%       | 73           | 順差▲  |
| 2022 | 1,915,397,800 | ▲43.6%   | 36       | 1,794,116,682 | ▲47.0%       | 22           | 121,281,118  | ▲6.8%        | 73           | 順差▲  |
| 2023 | 1,068,619,744 | ▼44.2%   | 43       | 958,000,417   | ▼46.6%       | 29           | 110,619,327  | ▼8.8%        | 68           | 順差▼  |
| 2024 | 1,183,648,322 | ▲10.8%   | 42       | 1,067,077,694 | ▲11.4%       | 30           | 116,570,628  | ▲5.4%        | 66           | 順差▲  |

2023年的兩國貿易項目如下：
出口至孟加拉的前10大項目為：氯乙烯或其他鹵化烯烃之聚合物；熱軋之铁或非合金鋼扁軋製品；合成纖維絲紗梭织物；石油與提自瀝青礦物之油類（原油除外）、以石油或瀝青質礦物為基本成份之未列名製品、廢油；乙烯之聚合物；苯乙烯之聚合物；針織或鉤針織品；用塑料加工之紡織物；聚縮醛、环氧树脂、醇酸樹脂、聚碳酸酯、聚丙烯酯與其他聚酯、聚醚；丙烯或其他烯烴之聚合物等。
自孟加拉進口的前10大項目為：針織或鉤針織T恤、汗衫與；男用或男童用服飾；女用或女童用服飾；針織或鉤針織套頭衫、無領開襟上衣、外穿式背心與類似品；箱盒袋類容器；皮革面鞋靴；油料種子與油質果实；未經化學改質之固定性植物油脂及其餾分物；不帶毛之牛、馬類動物鞣制皮革或胚皮革、家用織物製品；特定織物所製之衣服等。

### 投資
臺商在孟加拉設廠多屬早期投資，近年有增加的趨勢，多為貿易型態，主要考量該國出口至多數國家可享免稅優惠。根據中華民國經濟部投資促進司統計，截至2022年，臺商有50餘家，投資金額約3億美元。另根據孟加拉投資發展管理局與中央銀行統計，臺商投資金額約2.6億美元，排名第18。以成衣、皮革、製鞋、热电联产、帳篷與運動背包、針織布、紗紡、紡織染整、建築用镀锌鋼板、瓷砖與釉料、聚氯乙烯門板天花板、拉鏈，金屬鈕扣與鋅合金製造、毛衣、自行車、家具、光學鏡頭、小型家電、塑膠射出玩具、保溫鍋、游泳衣、戶外運動衣、鞋材、農漁產、廢鋼材回收、機械設備貿易等為主。
設廠主要集中在達卡加工出口區（DEPZ），以紡織成衣與相關服飾配件為主，其次為吉大港的2個加工出口區（CEPZ與KEPZ），以製鞋與其相關產品以及家具為主，再次為庫米拉加工出口區，以製鞋與布料為主。加工出口區以外的投資地區，則多半集中在達卡北方約30公里的加濟布爾、巴魯卡，以紡織成衣為主。臺商在孟加拉以位於達卡加工出口區的潤興紡織規模最大，員工1萬餘人，其次為吉大港加工出口區的寶成集團旗下之寶弘工業，員工約3,500人。
華韋紡織於2014年3月在达卡证券交易所上市，成為第1家在該國股票上市的臺商公司，而Shepherd紡織亦於2017年3月上市。截至2023年，臺灣在孟加拉無金融分支機構。

### 臺商組織
2009年3月，成立「孟加拉台灣商會」，是亞洲台灣商會聯合總會成員。下設達卡臺灣商會、吉大港臺灣商會。

### 其他
除了正面經濟外，亦有少部分臺灣人在孟加拉進行非法經濟，例如：2014年1月27日，孟加拉警方在中華民國警方的協助下，破獲32名臺灣人在孟加拉設立電腦機房對中國大陸民眾進行詐騙的刑事案件。

## 簽證

持中華民國護照的中華民國國民簽證要求分布圖：入境孟加拉可以落地簽證。

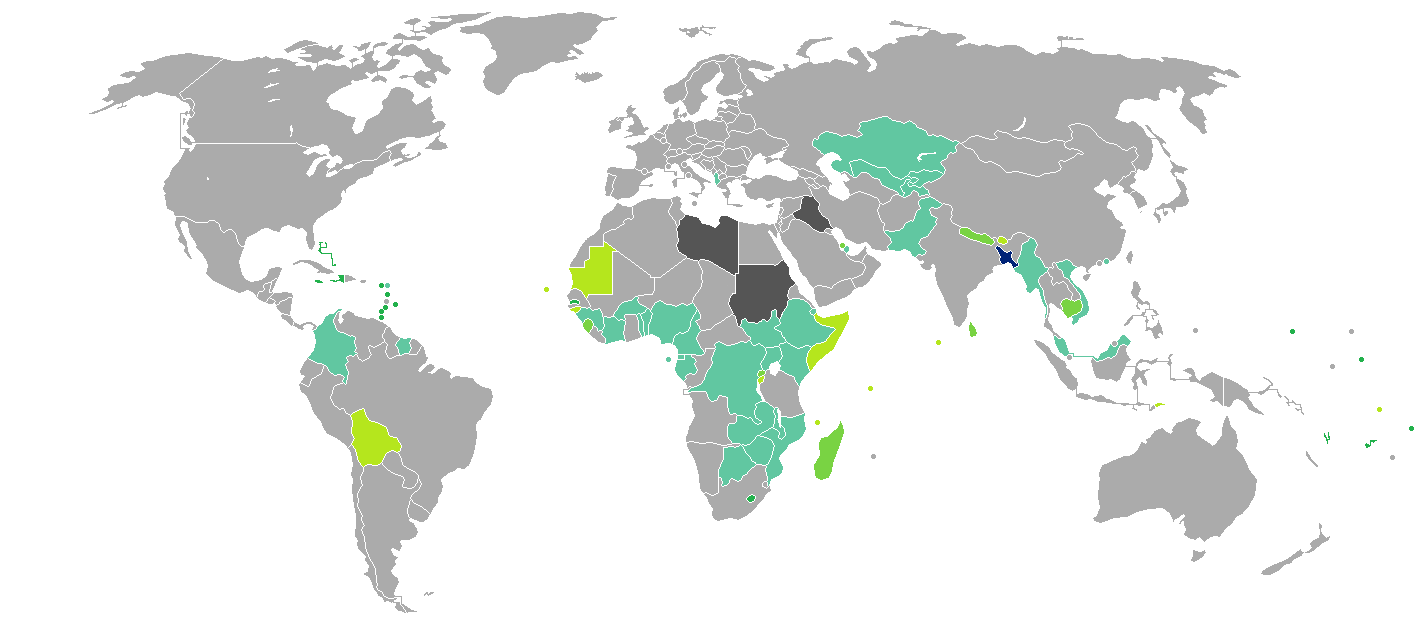
持孟加拉國護照的孟加拉人口簽證要求分布圖：入境中華民國需要簽證。

兩國國民皆須申請簽證方可入境對方國家。持有中華民國護照的中華民國國民以商務原因可於抵達首都達卡的沙阿賈拉勒國際機場後持邀請函辦理落地簽證入境孟加拉，停留最多30天。若無邀請函或非商務原因，需申請孟加拉簽證。經孟加拉轉機無需簽證，亦可申請落地轉機簽證，可獲72小時停留時間。
持有孟加拉國護照的孟加拉國國民抵台參加由中央政府機關主辦、協辦或贊助之國際會議、運動賽事、商展活動，或經中華民國對外貿易發展協會駐當地機構之推薦，則可以電子簽證入境中華民國，停留最多30天並不得延期。

## 交通

### 航空

#### 客運
兩國無直航班機，可經由（不計航點遠近，截至2023年6月14日）：
- 台北→廣州、昆明[註 1]、香港、東京-成田（*2023年9月1日復航孟加拉）、首爾-仁川（**包機飛孟加拉）、新加坡、吉隆坡、曼谷-蘇凡納布、曼谷-廊曼、仰光、德里、杜拜、伊斯坦堡、倫敦、多倫多，再轉機前往孟加拉的國際機場（英语：List of airports in Bangladesh）。
- 台中→廣州、昆明、香港、東京-成田*、首爾-仁川**→孟加拉。
- 台南→香港→孟加拉。
- 高雄→廣州、昆明、香港、東京-成田*、首爾-仁川**、新加坡、吉隆坡、曼谷-蘇凡納布→孟加拉。
- 花蓮→首爾-仁川**（包機飛花蓮）→孟加拉。

### 駕車
孟加拉雖可使用國際駕駛執照，但除非熟悉當地交通，否則中華民國外交部領事事務局不建議自行駕車。

## 外部連結
- 中華民國外交部－孟加拉人民共和國簡介 （页面存档备份，存于）
- 駐印度台北經濟文化中心
- 駐泰國台北經濟文化辦事處
- 外交部領事事務局－國外旅遊警示分級表
- 中華民國衛生福利部－國際旅遊疫情建議等級
- 中華民國國際經濟合作協會 （页面存档备份，存于）
- 達卡臺灣貿易中心（Facebook）